# シティフォン
シティフォンは、かつてNTTドコモグループが日本の三大都市圏において行っていた、1.5GHz帯の周波数を使用したPDC方式の第二世代携帯電話サービスである。
シティフォンの名称は関東・東海地区のみで、関西ではシティオと呼ばれたが、サービス内容は同一である。

## 概要
1994年4月に、800MHz帯を使うデジタル・ムーバ（当時）が三大都市圏において帯域が逼迫していたことから、1.5GHz帯を使用する新たなサービスとして開始した。
サービスエリアは三大都市圏の都市部（大阪府・埼玉県・茨城県は山間部を除いたほぼ全市区）に限定する一方、基本料・通話料ともにデジタル・ムーバより廉価とした。これにより、開始時は日本全域での通話利用を必要としない若年者を中心としたライトユーザーを中心に普及した。
800MHz帯ムーバとは独立したサービスのため、800MHz／1.5GHzデュアルバンド化まではシティフォン専用の携帯電話が開発・発売された。800MHz帯ハーフレートのデジタル・ムーバと比べて音質は良好であったが、PHSほどではないものの電波が弱く、ハンドオーバーで途切れやすい性質があった。ショートメールサービスには、153シリーズ以降が対応している。
ドコモは800MHz帯ムーバを全国展開し、1.5GHz帯のシティフォンを都市部だけで展開していたため、周波数帯域の特性により1.5GHzは全国展開出来ないと言う誤解があった。またデジタルツーカーは全国展開しているので800MHz帯であるという誤解もあった。ドコモのシティフォンが都市部以外で接続できない理由は、総務省がドコモへの1.5GHz帯割り当てを東名阪地区の800MHz帯におけるmovaの輻輳への対策として割り当てたからである。
なお、加入数は終始伸び悩むことになった。理由としては三大都市圏と甲信越の県庁所在地周辺以外は圏外で他の1.5GHzを利用する携帯電話サービスとのローミングサービスもなく、まったく利用できなかったこと、サービス開始翌年の1995年には早くも廉価なPHSが登場し、サービスエリアが不都合と感じるユーザーはシティフォンを選択しなくなった。データ通信は回線交換式のみとし、パケット通信を非対応としたことでiモードや電子メール機能の追加（PHSでは各社が実用化した）を見送ったことから、「ドコモの携帯が安く使える」以外の魅力がなく、iモードの爆発的な普及以降、通話・ショートメールだけでは割り切れないユーザーも多かったことが挙げられる。また、後のツーカーSのような、携帯非所持層向けの機種の開発もされず、加入拡大の源泉となりえる高齢者層への浸透もされなかった。
旅行等に出かける際に首都圏や東海、関西しか使えない為に繋がらず、相次いで800MHz帯のムーバに変更して流出し、シティフォンの低迷が表面化した2001年秋以降に発売したmovaの211/504シリーズからは、800MHz帯通話の輻輳時にシティフォンの1.5GHz帯基地局へ自動で切り換えるデュアルバンド機能を搭載し、1.5GHz帯通話においてもフルレートのハイパートークに対応した為、シティフォン自体は2000年発売の158シリーズが最終モデルとなり、1.5ＧHz単体のシティフォン対応機種は新たに発売されなかった。
新規加入申し込みはFOMAが普及した2004年9月末で打ち切られ、2008年6月30日をもってサービス終了となっている。同年5月末時点では約6700契約が残存していた。ドコモに割り当られた1.5GHz帯は総務省によって2008年9月30日を使用期限としているうえ、FOMAに移行するmovaユーザーも進みmova回線に余裕が出来たこともありmovaの輻輳対策としての用途も無くなったため、停波した。

## FOMAへの移行策
2008年にシティフォン（シティオ）終了に伴う移行策が示された。
内容は、
- FOMA全機種を無料提供・事務手数料無料とする。
- バリューコース対応機種への取り替えの場合はバリュープランを適用する。

## 料金プラン
終了時点におけるもの。movaの各プランより安く設定した反面、movaと比べて前述のとおり制約を課していた。
- プランA 3,570円（本体価格3,400円）：無料通信分 無し
- プランC 2,835円（本体価格2,700円）：無料通信分 無し
- プランD 2,625円（本体価格2,500円）：無料通信分 無し
- 長得プラン 3,570円（本体価格3,400円）：無料通信分 無し
- おはなしプラスS 3,045円（本体価格2,900円）：無料通信分 1,300円
- （参考）旧movaプランA 4,725円（本体価格4,500円）：無料通信分 630円（本体価格600円）
- （参考）旧movaプランB 3,675円（本体価格3,500円）：無料通信分 525円（本体価格500円）

## イメージキャラクター
- 加藤あい：首都圏のみ
- オセロ：関西のみ

## 主なラインナップ
N157
関西地区では、最後まで現行であった。
P157
1999年4月発売。基本的スペックはP207と同等。シティフォン末期の端末の1つである。
P158
2000年3月発売。重量が57gと現在でも最軽量モデルである。基本的スペックはP208と同等。最後までドコモ（中央）のホームページに掲載されていた。2006年2月ごろ削除。
N158
2000年7月発売。基本的スペックはN208Sと同等。シティフォン末期の端末の1つである。

シティフォン・シティオ端末もブランド自体はムーバブランドなので、「デジタル・ムーバP157HYPER」といった具合に端末シリーズにムーバのブランドが付いていた。納入メーカーがムーバメーカーとNOKIAがメインでしたが、京セラもツーカー向け端末の流用で端末を納入した実績がある。
京セラ以外の「by」メーカーは端末の納入実績が無く、ムーバシリーズとNOKIA（本来は「by」メーカーになるが次世代携帯で提携していた為にムーバメーカーと「by」メーカーの中間的位置づけになった）のみであった。

## 沿革
- 1994年4月 - サービス開始（関東・東海・関西の一部地域のみ）。 同時に デジタル・ムーバ 1.5G /N / P / F 発売
- 1995年4月 - DoCoMo NOKIA 2150 発売
- 1995年6月 - デジタル・ムーバ 1.5G F II HYPER 発売
- 1996年3月 - デジタル・ムーバ F151 HYPER / P151 HYPER 発売
- 1996年4月 - デジタル・ムーバ N151 HYPER 発売
- 1996年7月 - DoCoMo NOKIA NM151 発売
- 1997年1月 - デジタル・ムーバ N152 HYPER 発売
- 1997年2月 - データレートサービス開始
- 1997年6月 - デジタル・ムーバ P153 HYPER 発売
- 1997年7月 - DoCoMo NOKIA NM152 発売
- 1998年4月 - デジタル・ムーバ P156 HYPER 発売
- 1998年6月 - DoCoMo NOKIA NM156 発売 / デジタル・ムーバ F156 HYPER 発売
- 1999年4月 - デジタル・ムーバ P157 HYPER 発売
- 1999年6月 - DoCoMo NOKIA NM157 発売
- 2000年3月 - デジタル・ムーバ P158 HYPER 発売
- 2000年7月 - デジタル・ムーバ N158 HYPER 発売
- 2001年11月 - 211/504シリーズより輻湊対策として1.5GHz帯域も使用することとなる。
- 2004年9月30日 - 新規加入申込み終了。
  - 当時のコメントでは、デュアルバンド化しているmovaの1.5GHzについては当面続けるとしていた。
- 2007年4月27日 - ドコモ、サービス終了を発表。
- 2008年6月30日 - サービス終了、停波。同年5月末時点での残存契約数は約6,700件だった[2]。